# (471921) 2013 FC28
(471921) 2013 FC28, também escrito como (471921) 2013 FC28, é um objeto transnetuniano que está localizado no Cinturão de Kuiper, uma região do Sistema Solar. Este corpo celeste é classificado como um cubewano. Ele possui uma magnitude absoluta de 5,2 e tem um diâmetro estimado de cerca de 420 km. O astrônomo Mike Brown lista este corpo celeste em sua página na internet como um candidato a possível planeta anão.

## Descoberta
(471921) 2013 FC28 foi descoberto no dia 17 de março de 2013 pelos astrônomos S. S. Sheppard e C. A. Trujillo.

## Órbita
A órbita de (471921) 2013 FC28 tem uma excentricidade de 0,081 e possui um semieixo maior de 46,245 UA. O seu periélio leva o mesmo a uma distância de 42,479 UA em relação ao Sol e seu afélio a 50,012 UA.